# Тамерлан. Восхождение последнего завоевателя
«Тамерлан. Восхождение последнего завоевателя» — кинофильм производства Netflix. Режиссёр — Джейкоб Шварц, автор сценария — Мэтью Грин. Фильм основан на истории Тамерлана, одного из тюркских завоевателей и основателя империи Тимуридов. Выход фильма запланирован на август 2025 года.

## Сюжет
«Создание образа Тамерлана — это история о страсти и точности. От захватывающих батальных сцен до напряженных политических интриг — каждый кадр продуман до мелочей, чтобы вы смогли полностью погрузиться в эпоху Темура. В тесном сотрудничестве с узбекскими историками наша команда с особым вниманием воссоздала величие Средней Азии. Аутентичные декорации, исторически точные костюмы и завораживающая операторская работа передают дух и масштаб империи великого полководца», — характеризуют фильм авторы.